# Janjina
 Ovo je glavno značenje pojma Janjina. Za druga značenja pogledajte Janjina (razdvojba).
Janjina je općina u Hrvatskoj,  nalazi se na poluotoku Pelješcu. Janjina se sastoji od dva sela. Jedno je glavno, veliko selo i zove se Janjina, a drugo je manje i zove se Zabrežje.

## Općinska naselja
U sastavu općine je 5 naselja (stanje 2006.), to su: Drače, Janjina, Osobjava, Popova Luka i Sreser.

## Stanovništvo
Po popisu stanovništva iz 2011. godine, općina Janjina imala je 551 stanovnika, raspoređenih u 5 naselja:
- Drače – 93
- Janjina – 203
- Osobjava – 36
- Popova Luka – 27
- Sreser – 192

### Kretanje stanovnika u mjestu Janjina
| broj stanovnika | 1287  | 1259  | 1324  | 1273  | 1510  | 1385  | 1372  | 1322  | 956   | 926   | 881   | 769   | 595   | 555   | 593   | 551   | 522   |
|                 | 1857. | 1869. | 1880. | 1890. | 1900. | 1910. | 1921. | 1931. | 1948. | 1953. | 1961. | 1971. | 1981. | 1991. | 2001. | 2011. | 2021. |

| broj stanovnika | 630   | 636   | 708   | 691   | 821   | 742   | 777   | 807   | 581   | 570   | 556   | 476   | 369   | 333   | 256   | 203   | 185   |
|                 | 1857. | 1869. | 1880. | 1890. | 1900. | 1910. | 1921. | 1931. | 1948. | 1953. | 1961. | 1971. | 1981. | 1991. | 2001. | 2011. | 2021. |

## Gospodarstvo
Promet:

1808. – 1814. – pod upravom Napoleonove vojske gradi se kolni put duž čitavog poluotoka od Stona do Orebića (danas poznat kao Kraljev put)

1820. – završena izgradnja ceste Janjina-Dol-Rat

1830. – izgrađena stara cesta Janjina-Drače preko Vardišta

1863. – završena izgradnja ceste Janjina-Popova Luka, te Janjina-Trstenik preko Kozjeg ždrijela

1890. – završena nova cesta Janjina-Drače, čija je trasa, u usporedbi sa starom cestom, pomakunuta prema jugu

1890. – austrijska pomorska uprava izgradila parobrodarsko pristanište (stari mul) na Draču

1894. – izgrađena cesta uz more od Drača prema Sutvidu (sagradio kap. Stjepo N. Bjelovučič)

1910. – izgrađena glavna janjinska ulica, koja je 1953. betonirana

1937. – na Kraju u Sreseru izgrađena nova obala i mul za pristajanje parobroda

1937/38 – Pomorska uprava u uvali Sutvid pred Bjelovučićevim dvorcem (iz 1889.) sagradila mul

1954. – probijen novi magistralni put preko Pelješca (Putniković-Janjina-Pijavičino)

Zadrugarstvo i gospodarstvo:

1902. – osnovana Seoska blagajna za štednju i zajmove

1909. – osnovana Uljarska zadruga

1910. – osnovana Pčelarska zadruga

1921. – osnovana Ribarska zadruga

1921. – osnovano Lovačko društvo

1924. – osnovana Vinarsko-vinogardarska zadruga

1925. – osnovano Predstavništvo Hrvatskoga radiše iz Zagreba

1940. – osnovana Potrošna obrtna zadruga iz koje je nakon Drugog svjetskog rata osnovana Poljoprivredna zadruga u Janjini

1942. – ponovno osnovana Nova ribarska zadruga

1948. – iz elektro-motora Uljarske zadruge u Janjini, u domaćinstva Janjine, Popove Luke i Sresera stigla električna struja

1961. – na incijativu tadašnjeg NO Općine Janjina formirano trgovačko poduzeće “Naprijed” koje od Poljoprivredne zadruge preuzima svu trgovinu. Poduzeće je rasformirano 1969. godine, a njegovo poslovanje su preuzela veletrgovačka poduzeća “Budućnost” iz Dubrovnika i “Razvitak” iz Metkovića

1963. – u Janjini osnovano Turističko društvo

1964. – u Sreseru osnovano Turističko društvo

## Poznate osobe
- don Ivo Prodan, čelna osoba Hrvatske stranke prava u Dalmaciji za vrijeme Austro-Ugarske, zastupnik u Carevinskom vijeću
- Ivo Lendić, hrvatski emigrantski novinar i pisac
- Nikola Zvonimir Bjelovučić, hrvatski etnograf i povjesničar
- Vice Medini, hrvatski preporoditelj, publicist i književnik[7]

## Obrazovanje
1828. – otvorena u Janjini prva Muška pučka škola

1882. – otvorena u Janjini Ženska pučka škola

1920. – u Sreseru otvorena Mješovita pučka škola (zatvorena 1932. zbog pomanjkanja djece)

1927. – u Janjini izgrađena nova školska zgrada u kojoj se i danas nalazi škola

1928. – u Janjini otvorena Građanska škola (zatvorena 1937. zbog pomanjkanja djece)

1932. – u Janjini otvoreno Dječje zabavište (ukinuto 1978.)

1932. – u Janjini otvorena Ženska stručna škola (zatvorena 1943.) 

## Kultura
1635. – napisan prvi Pravilnik Bratovštine sv. Stjepana u Janjini

1848. – u Janjini osnovana Hrvatska narodna garda

1893. – u Janjni osnovana Javna dobrotvornost

1896. – u Janjini osnovano Hrvatsko kulturno-prosvjetno društvo “Zvonimir”, koje je imalo čitaonicu, tamburaški zbor i kazališnu amatersku sekciju

1908. – osnovan Hrvatski sokol. To je društvo sagradilo 1912. “Sokolanu” s velikom dvoranom i pozornicom

1912. – otvorena je u Janjini "Težačka sloga" s čitaonicom

1914. – kupljena su glazbala za osnivanje "Fanfare", koja je kasnije pretvorena u Hrvatsku glazbu

1921. – u Janjini osnovani Esperantski klub i pjevačko društvo Slava

1924. – osnovano Šahovsko društvo s knjižnicom i čitaonicom

1951. – dovršena izgradnja Doma kulture u Janjini

1953. – nabavljena je u Janjini stalna kino-aparatura, te smještena u Dom kulture

1958. – u Popovoj Luci izgrađena čitaonica

1960. – na Kraju (Sreser) počela izgradnja zgrade namijenjena čitaonici

## Šport
- NK Istra, nogometni klub, član niže županijske lige, nekad se natjecao u 2. ŽNL Dubrovačko-neretvanska

## Vanjske poveznice
- Službena stranica
- Stare fotografije Janjine – Old Photos of Janjina – Pelješac